# أبو دومبويا
أبو دومبويا (بالإنجليزية: Abu Dumbuya)‏ هو لاعب كرة قدم سيراليوني، ولد في 29 يناير 1999 في فريتاون في سيراليون.

## وصلات خارجية
- أبو دومبويا على موقع قاعدة بيانات كرة القدم.إي يو (الإنجليزية)
- أبو دومبويا على موقع ناشيونال فوتبول تيمز (الإنجليزية)
- أبو دومبويا على موقع Soccerway.com (الإنجليزية)